# Parco faunistico del Monte Amiata
Il parco faunistico del Monte Amiata è una riserva naturale protetta che sorge alle pendici dell'omonima montagna.

## Territorio
Il parco faunistico si estende su di una superficie attorno ai 200 ettari nella parte occidentale del territorio comunale di Arcidosso, essendo ubicato a sua volta all'interno della riserva naturale Monte Labbro,  a sud-ovest dell'Amiata. 
Gli enti locali che gestiscono il parco organizzano visite ed attività didattiche con il fine di sensibilizzare circa la preservazione di quelle specie animali e vegetali che rischiano la scomparsa e che rappresentano una ricchezza per la biodiversità del territorio. 
Nell'area naturalistica sono anche presenti quelle specie animali domestiche che, come il cavallo e l'asino amiatino, hanno svolto un ruolo importante per la sopravvivenza dell'uomo, aiutandolo nelle sue attività. Inoltre, il parco è dotato di una torretta di avvistamento dalla quale si osservano gli animali .

## Fauna
All'interno di questa area naturalistica è possibile osservare numerose specie della fauna selvatica appenninica come il daino, il capriolo, il cervo, il muflone, il camoscio, il lupo e la lince appenninica.

## Flora
Numerose sono anche le specie vegetali che crescono spontaneamente all'interno dell'area protetta, tra queste troviamo l'acero, l'acero campestre, il biancospino, il castagno, la ginestra, il ginepro e il tiglio.